# نباتات زينة

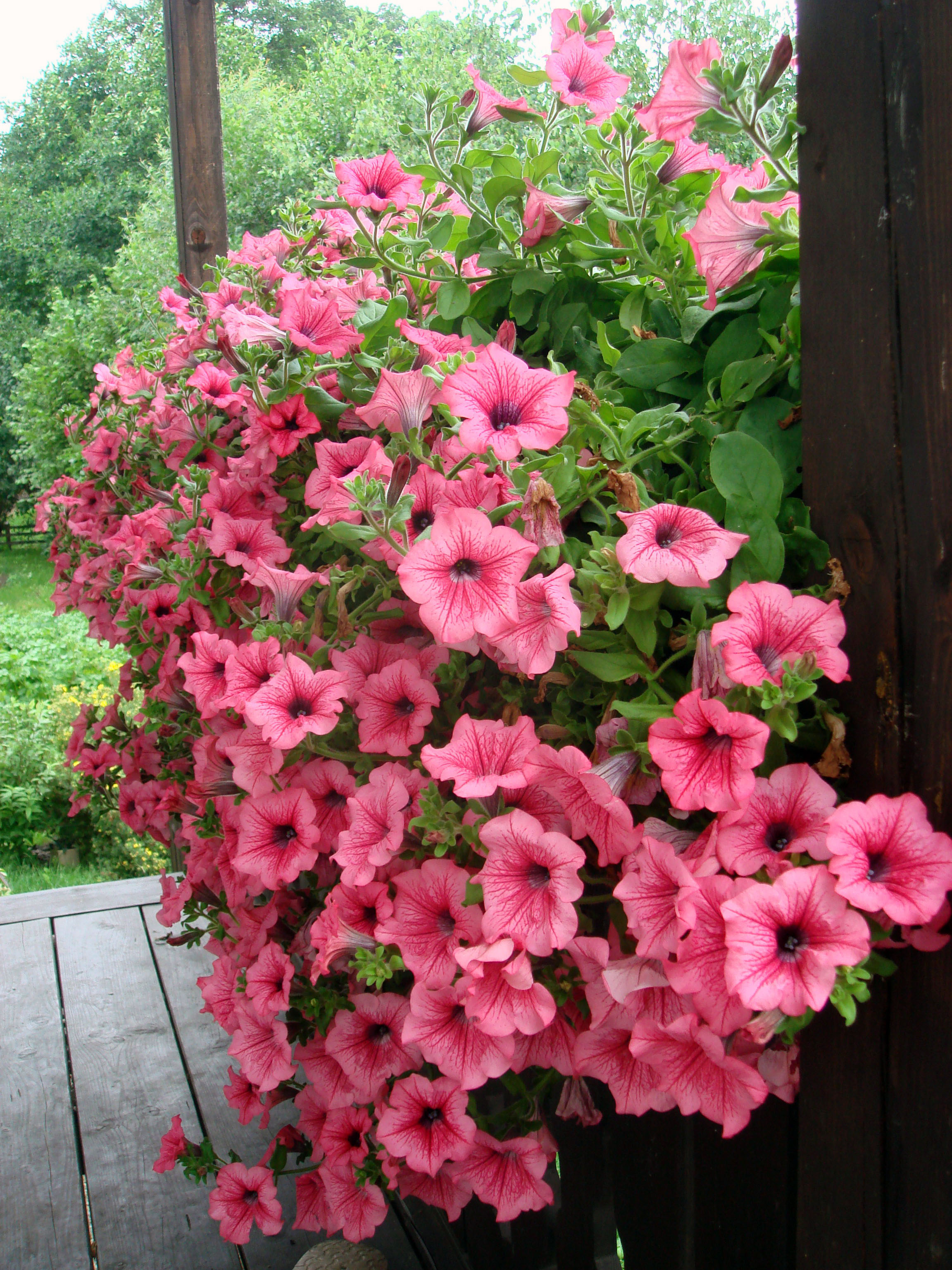
نبات البيتونيا

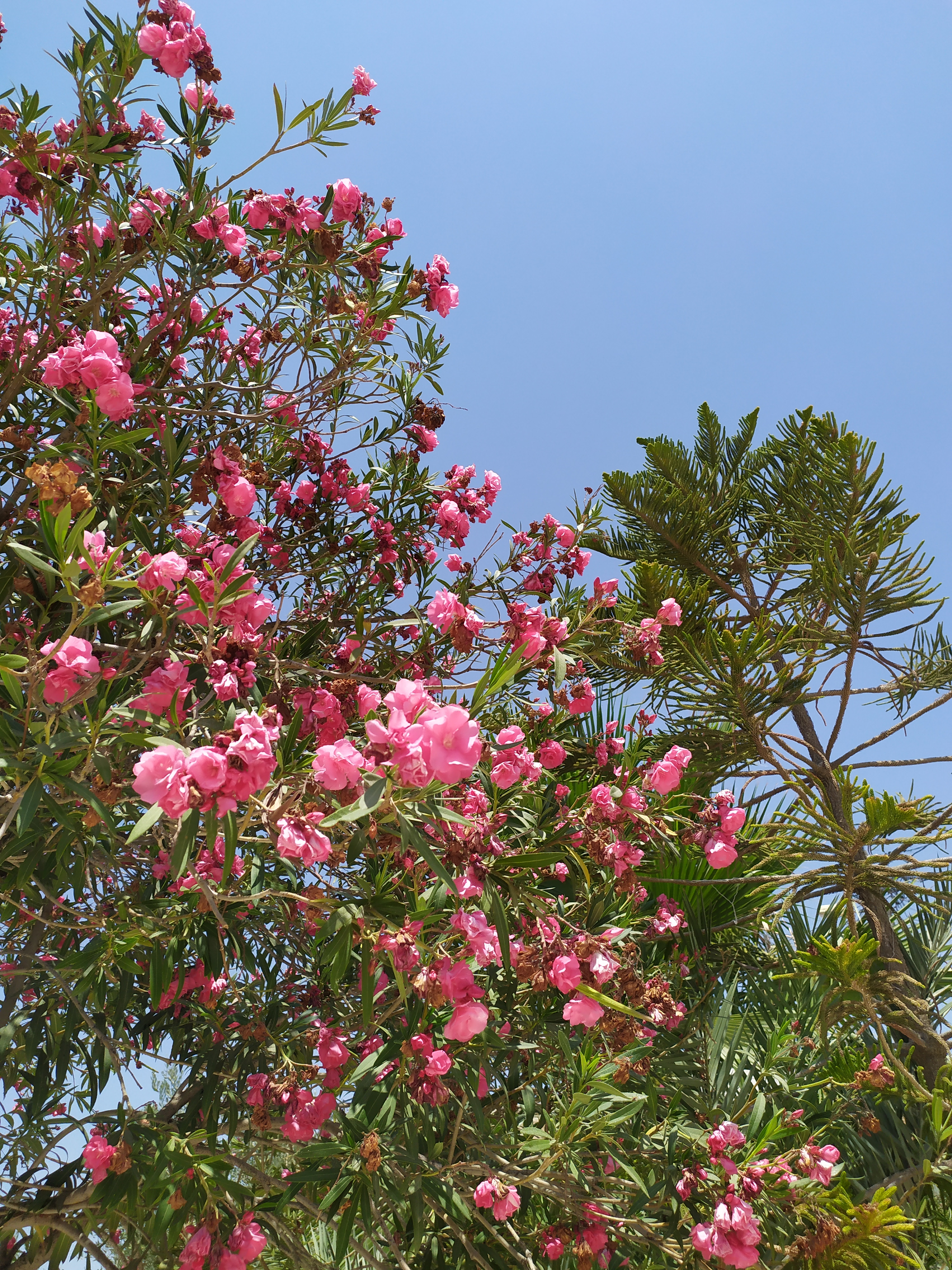
نبات دفلى، يستخدم في زينة الحدائق

نباتات الزينة الطبيعية تعتبر من أجمل عناصر التصميم الداخلي في المنازل والمكاتب لما تضفيه من بهجة وسرور على النفس وذلك لجمالها ولإعطائها المكان الروح والحياة، لذلك يرغب كثير من الناس في اقتناء هذه النباتات في بيوتهم ومكاتبهم لتخفف من ضغوط الحياة اليومية.
بالنسبة للعديد من الأشخاص ، يعد امتلاك النباتات المنزلية أكثر من مجرد هواية – إنها طريقة لإحضار الطبيعة إلى منازلهم وخلق جو مهدئ وجذاب. من بين الأنواع المختلفة للنباتات المنزلية المتاحة ، تحظى نباتات الزينة بشعبية خاصة بسبب أوراقها الجميلة وقدرتها على تحسين أي مساحة داخلية. ومع ذلك ، قد يبدو الاهتمام بهذه النباتات أمرًا شاقًا للبعض ، لأن كل نوع يتطلب ظروفًا معينة لتزدهر. في هذه المقالة ، سوف نستكشف بعضًا من أشهر أنواع نباتات الزينة ، بالإضافة إلى تقديم نصائح أساسية حول كيفية العناية بها لضمان طول عمرها وجمالها.

## نباتات الزينة وطرق رعايتها
قبل البدء في شراء النباتات لاستخدامها في التنسيق الداخلي يجب أن تتأكد أولا من أن الظروف البيئية في الأماكن التي ستوضع بها النباتات داخل الحجرات مناسبة وتقع في المدى المطلوب من حيث:
أ‌- الكثافة الضوئية لا تقل عن 100 شمعة / ق للمتر م2 (الضوء الخافت).
ب‌- الفترة الضوئية لا تقل عن 12ساعة يوميا ولا تزيد على 18 ساعة.
جـ – نوع الإضاءة فاللمبات العادية لا تكفى لسد حاجة النبات من الضوء، ولذلك يجب إضافة لمبات النيون العادية أو اللمبات المتخصصة وذلك لتعويض نقص الإضاءة الطبيعية بالإضافة إلي مراعاة درجة حرارة المنزل ودرجة رطوبته التي قد تلائم بعض أنواع النباتات دون أن تلائم البعض الآخر.
ولذلك عند شراء نباتات المنزل فلا تحاول شراء أي شيء، بل حاول أنتقاء أفضل ما تجد حسب قدرتك على توفير احتياجاته، فاختيار النبات المناسب يتطلب مراعاة المكان حيث: الإضاءة – الحرارة – الرطوبة – الطول – الشكل.
- وقاية النباتات عند شرائها

تذكر أن معظم النباتات المنزلية في المشتل تنمو تحت الصوب ولذلك فأي تغير فجائي في درجة الحرارة يؤدى إلي موتها تدريجيا، وبعد وصولها للمنزل قد تصيبك الدهشة من موتها رغم ازدهارها في المشتل، ولذلك لابد من حمايتها خلال رحلتها للمنزل، وغطاء البلاستيك الشفاف يحمى النباتات من الطقس الخارجي البارد، ويوفر نفس الظروف تقريبا تحت الصوبة، كما يحقق الحماية لأجزاء النبات أثناء النقل والسحب من الصندوق أو العربة.
- نصائح عند شراء النبانات

1- استكشف أوراق النباتات جيدا، ولا حظ أي عيوب أو تلف وخاصة الأوراق الكبيرة الممزقة والتي يصعب إخفاؤها.
2- هناك بعض النباتات التي لا تنمو نموا إضافيا إذا ما تلف جزء من أطراف أوراقها مثل نبات جلد النمر فعليك أن تفحص هذا النبات جيدا.
3- افحص البراعم الخضراء وساق النبات جيدا بدقة.

## اختيار النباتات
عند اختيار إحدى نباتات الزينة لشرائها أو زراعتها فيجب أولاً التأكد من أن البيئة التي ستوضع فيها النباتات مناسبة لطبيعة النبات من حيث الإضاءة والتهوية وتوفر أشعة شمس مباشرة، إذا كان النبات يحتاج إلى الشمس، أو غير مباشرة إذا كان النبات من نباتات الظل، كذلك درجة الرطوبة ودرجة الحرارة المناسبة لطبيعة كل نبات.
ولكي تكون البيئة صالحة لنمو وحياة نباتات الزينة من الضروري توفر كثافة ضوئية لا تقل عن 100 شمعة / ق للمتر م2 (الضوء الخافت)، وان لا تقل الفترة الضوئية عن 12ساعة يومياً ولا تزيد على 18 ساعة.
من النباتات التي يمكن زراعتها في ظل ضوء خافت نبات انجلونيميا، لاتانيا، اسيدسترا، دراسينا، بوتس، ديفنباخيا، ومن النباتات التي تحتاج إلى إضاءة عالية نبات كلفا، كوليس، فيكس، هيدرا، كروتن، جارونيا، عصفور الجنة، ست الحسن.

## كيفية فحص نباتات الزينة
- البحث عن الآفات

من أهم المناطق التي يجب فحصها في النبات هي تجمعات الآفات على الأوراق الطرفية والبراعم الزهرية وأسفل الأوراق للبحث عن أي آفات، مثل: البق الدقيقى والحشرات القشرية والأكاروس وغيرها من الآفات، أو أي أعراض تظهر على الأوراق تشير لوجود الآفة.
- البحث عن عفن على الأعناق والأمراض الفطرية

افتح قلب النبات بإبعاد الأوراق وأعناقها، وافحص داخل النبات عن أي مواد غروية أو عفن طرى على الأوراق وخاصة على الفروع والأعناق لأي أمراض فطرية يسهل انتقالها إلى النباتات الأخرى. ويجب أن تعلم عند الشراء أن أغلب الآفات والأمراض يتم إدخالها للمنزل عن طريق النباتات القادمة من الخارج، لذلك يجب فحص النباتات جيداً للتأكد من خلوها من الحشرات والآفات والأمراض وذلك كي لا تنقلب هذه الهواية لكارثة تسبب المتاعب لأفراد الأسرة.

## اختيار أواني الزراعة
- الأصص الفخارية

1.وتصنع من الطين الحراري، وتمتاز بالمسامية والتهوية وصرف المياه الزائدة وهي من الأواني الصالحة لنمو الجذور.
2.ويمكن طلاء هذه الأصص من الخارج لسد المسام، ولكن يمكن استخدام أوعية أخرى مكملة لتنسيق المكان ولكن بألوان هادئة لا تطغى على جمال النباتات الموضوعة في الأصص الفخار داخلها.
3.وتدخل الأصص الفخار في أحجام مختلفة حسب حجم النبات، وأفضل المقاسات التي توضع داخل المنزل يتراوح طول قطرها من 25 إلى 30سم
- الأصص اللدائن

1.وهي مصنوعة من اللدائن بألوان وأشكال مختلفة، ويعاب عليها أنها غير مسامية فلا تساعد النباتات على التهوية أو صرف المياه الزائدة.
2.الأصص الحديثة يوجد بها مكان في القاعدة لصرف المياه الزائدة حتى لا تختنق الجذور أو تتعفن وعن طريق طبق أسفلها يتم التخلص من المياه الزائدة.
3.يفضل استخدام هذه الأصص في زراعة النباتات العصارية والتي لا تحتاج إلى ري دائم وخاصة الأحجام الصغيرة.
4.يفضل استعمالها في التنسيق الداخلي سواء بوضعها في المكرميات المعلقة أو بوضعها في مجموعات على ارفف.
- أصص السيراميك

تصنع من السيراميك أو الخزف المصقول بألوان مختلفة الأشكال والأحجام وهي أيضاً غير مسامية وليس لها صرف، ولذلك تستخدم كغطاء خارجي للأصص الفخارية. وتوضع غالباً في أماكن ثابتة لثقل وزنها ولتنسيق الأركان.
- الصواني

وهي عبارة عن أواني ذات شكل مربع أو مستطيل أو دائري ولكن ذات عمق بسيط (حوالي 5 سم)، وهذه تصنع من الخزف أو السيراميك والبلاستيك، وتستخدم في زراعة مجموعات مختلفة من النباتات العصارية والتي تقل احتياجاتها المائية، ويستغل هذا الاختلاف في عمل تشكيلات جميلة التنسيق.
ويمكن استخدام صواني مصنوعة من الغاب أو الخيزران ويتم تبطينها من الداخل بمادة عازلة للماء، حيث يتم تغطية القاع بالجرائد في طبقات مع دهانها بالبلاستيك ثم وضع التربة داخلها.
- الأحواض الخشبية

وتصنع من خشب خاص، مثل: خشب أشجار السرو، والسنط، والبامبوزيا والجميز، وهي أخشاب مقاومة للرطوبة وتتخذ أشكالا مختلفة، مثل: المستطيل، والمربع والمستدير كالبراميل، ويتم طلاؤها من الداخل بالقار لمنع تشرب الخشب بالماء، أو تبطن بألواح الزنك.
كما تطلى من الخارج بألوان مناسبة مع عمل فتحات تسمح بخروج الماء الزائد بعد الري، وعادة ما يزرع بها النباتات الكبيرة الحجم.

## أنواع تربة نباتات الزينة

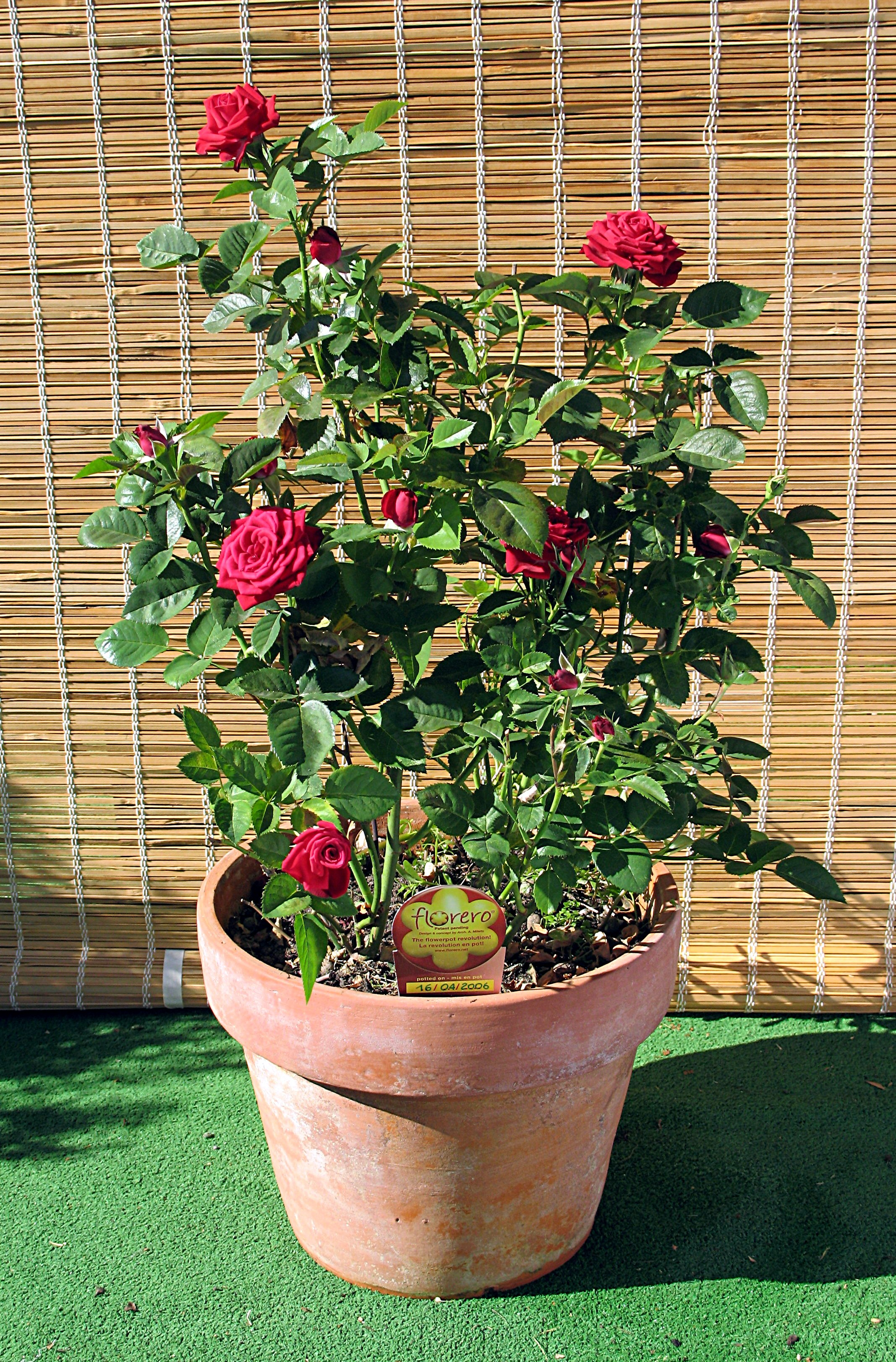
نبات زينة مزهر

ومن أهم المتطلبات التي يجب توافرها لنمو وأزدهار نباتات الزينة بصورة جيدة التربة التي سينمو بها النبات سواء داخل المنازل أو المكاتب، حيث تختلف هذه التربة عن التربة الموجودة بالحدائق والحقول والتي تحتوي علي الآفات والجراثيم التي قد تتكاثر في ظل ظروف الدفء الموجودة داخل المنازل، كما أن هذه التربة قد لا تصلح مع جو الظل داخل المنازل، لذلك توجد أنواع خاصة لنباتات الظل منها:
- تربة الكومبوست والتي تتكون من حشائش وأوراق أشجار جافة تدفن في الأرض حتي تتعفن ثم تؤخذ وتخلط بمقادير من الطمى والرمل وبنسبة بسيطة من الجير وسماد مكون من نيتروجين وفوسفات وبوتاسيوم ويمكن شراء تربة الكومبوست من المشاتل أو محلات بيع حبوب وسماد نبات الظل وهذه التربة أصلح لزراعة الحدائق.
- تربة البيت موس وهي عبارة عن تربة صناعية مستوردة تباع في المشاتل ومحال بيع لوازم نباتات الظل وتعتبر من أنسب أنواع التربة لنباتات الظل فلها مميزات تفوق الكومبوست حيث أنها أخف وأنظف وتسهل عملية الغذاء بالنسبة للنبات وتعتبر البيت موس أفضل تربة لعمل شتلات جديدة وعندما تنقل هذه الشتلات إلي أوانى أكبر فان التربة التي أساسها البيت موس تعمل على نمو النبات في أحسن صورة حيث أن النبات لا يحب تغيير نوعية التربة.
- تربة مخلطة وهذا النوع من التربة يتم تحضيره من مقادير متساوية من طمي الأراضي الزراعية وتربة البيت موس بالإضافة إلى رمل وسباخ وسماد الفوسفات والبوتاسيوم

وتتوقف نوعية التربة المناسبة على نوع النبات حيث تتطلب السرخسيات تربة مسامية خفيفة مثل البيت موس، بينما تحتاج البيغونيا والفيوليت والبيروميا تربة خفيفة مثل قوالب البيت موس، أما الصبارات والبوفوربيات فأفضل تربة لها هي التي تتكون من الرمل والطمي.

## ري نباتات الزينة
القاعدة السليمة لري النباتات هو الري حسب الحاجة فالنباتات المزروعة في أماكن مكشوفة تحتاج إلى ري كثير في الصيف وعدد قليل في الشتاء، والأماكن المعرضة للضوء القوي تجف أسرع من النباتات الموضوعة بأماكن مظللة، والري السليم يكون بوصول المياه للعمق الكامل للجذور وانتشارها حسب حجم المجموع الخضري للنبات وارتفاعه فيجب أن يكون هناك توافق بين المجموع الخضري والجذري وبالنسبة للزراعات بالقصاري والأحواض والأسبتة يتم الري بإشباع إناء الزراعة كاملاً بالمياه.
وهناك نباتات ذات احتياجات مائية أكبر من غيرها وهي النباتات الورقية الكبيرة الأوراق مثل القشرة والألوكاسيا والفوجير وكسبرة البئر حيث تحتاج لتوافر الرطوبة بالتربة بصفة دائمة.
وينتج عن نقص مياه الري تأثيرات ضارة للنبات مثل الذبول العام وبخاصة في النباتات الداخلية الرهيفة والمعتمدة على عمود الماء في الفروع والأوراق، كما يؤدي نقص المياه إلى تحول أطراف الأوراق إلى اللون البني وهذا يحصل في مثل النباتات القوية والخشبية مثل اليوكا والنولينا وكذلك في الغاردنيا، وأيضا يظهر تأثير نقص المياه عند إصفرار الأوراق وتساقطها وذبول وموت النبات إذا استمر نقص المياه لمدة طويلة.
وكما أن نقص المياه ضار بالنبات فأن زيادة الري أيضا يضر النبات وربما بنسبة أكبر من قلة الري، فقد يؤدي إلى جعل أوراق النبات بنية أو صفراء باهتة وهو نفس الأثر الناتج من نقص مياه الري وقد يظهر اللون البني أو الأصفر على شكل بقع على الأوراق، وقد تتساقط الاوراق لإنقطاع عمود الماء بسبب ضعف عمل الجذور لقلة التهوية بالتربة، كما يؤدي إلى نمو بطيء للنبات بسبب عفن التربة المشبعة بالمياه وبالتالي إصابة بعض الجذور أو أغلبها بهذا العفن مما يضعف عملها في امتصاص المياه والعناصر المغذية وهذا يؤدي إلى ذبول وموت النبات كنتيجة موت الجذور بشكل كامل لاختناقها لعدم وجود الأكسجين في التربة المشبعة بالمياه لفترة طويلة.
وللمحافظة على النبات من الأضرار الناتجة من كثرة الري يجب الإهتمام بتصريف مياه الري بالأحواض المزروعة بها النباتات وهذا أمر مهم للغاية فينبغي توفير أحواض زراعية مناسبة يكون بها تصريف جيد لمياه الري الزائدة والتي تحل محل الهواء والأكسجين بالتربة فتسبب اختناق الجذور ومن ثم انقطاع عمود الماء فاصفرار أو موت النبات.
وعموماً يمكن التمييز بين أعراض نقص الري وأعراض زيادة الري بملاحظة الأوراق، فإذا كانت الأوراق جافة وتميل للون الأصفر أو البني فهذا نتيجة نقص الري، أما إن كانت الأوراق رطبة أو بها بقع مائية ويميل لونها للبني فهذا نتيجة لزيادة الري.
ويعالج النبات الذي يعاني من نقص الري بإعطاءه المقننات المائية المناسبة له ويفضل نقله لمكان شبه مظلل إذا كان في الشمس، بينما يعالج النبات الذي يعاني من زيادة الري بمنع الري عنه تماماً حتى جفاف التربة ونقله إلى مكان جيد التهوية ويمكن وضعه في مكان مشمس إن كان ليس من نباتات الظل ويراعى أنه لا يجب نقل نبات من مكان ذو إضاءة ضعيفة إلى مكان ذو إضاءة قوية بطريقة مفاجئة إنما يتم ذلك بالتدريج على أيام.

## طرق زراعة ورعاية النباتات
- الزراعة

يجب استخدام شتلات أو عقل بدأت زراعتها في الأواني أو الأصص قبل نقلها للسلال، وعند زراعتها توضع الشتلات حول حواف الأصص من الداخل أولا، مع تركها للتهدل، ثم يزرع المنتصف بعد ذلك، ويملأ أصيص الزراعة أولا بطبقة من الحصى، ثم طبقة من الفحم ثم الرمل ثم خليط الزراعة.
يختلف خليط الزراعة حسب نوع النبات كالآتى: 
1.السرخسيات: تتطلب تربة مسامية خفيفة، البيت موس.

2.البيجونيا والفيوليت والبيروميا: تتطلب تربة خفيفة، مثل قوالب البيت موس.

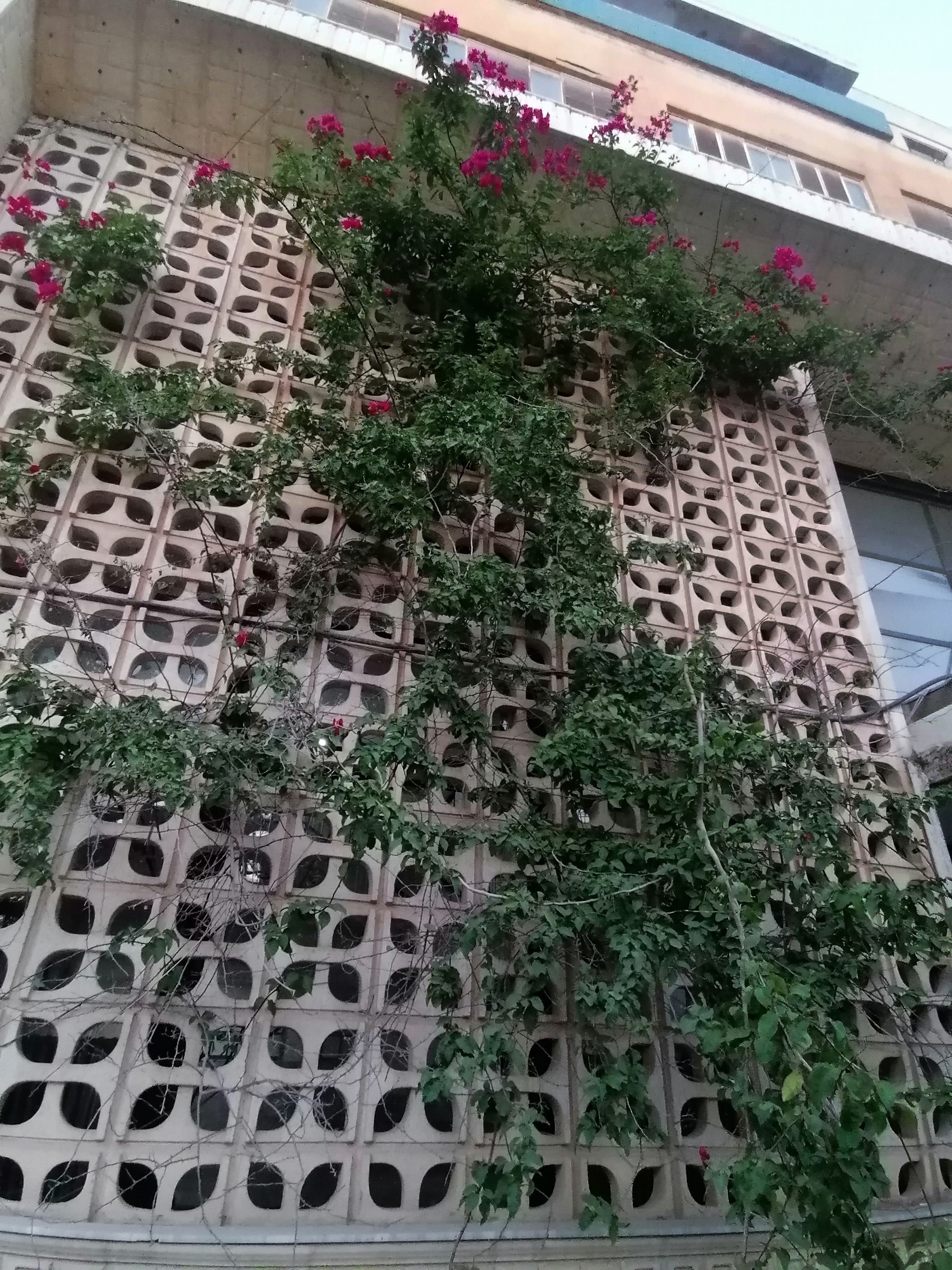
نبات زينة على واجهة مبنى
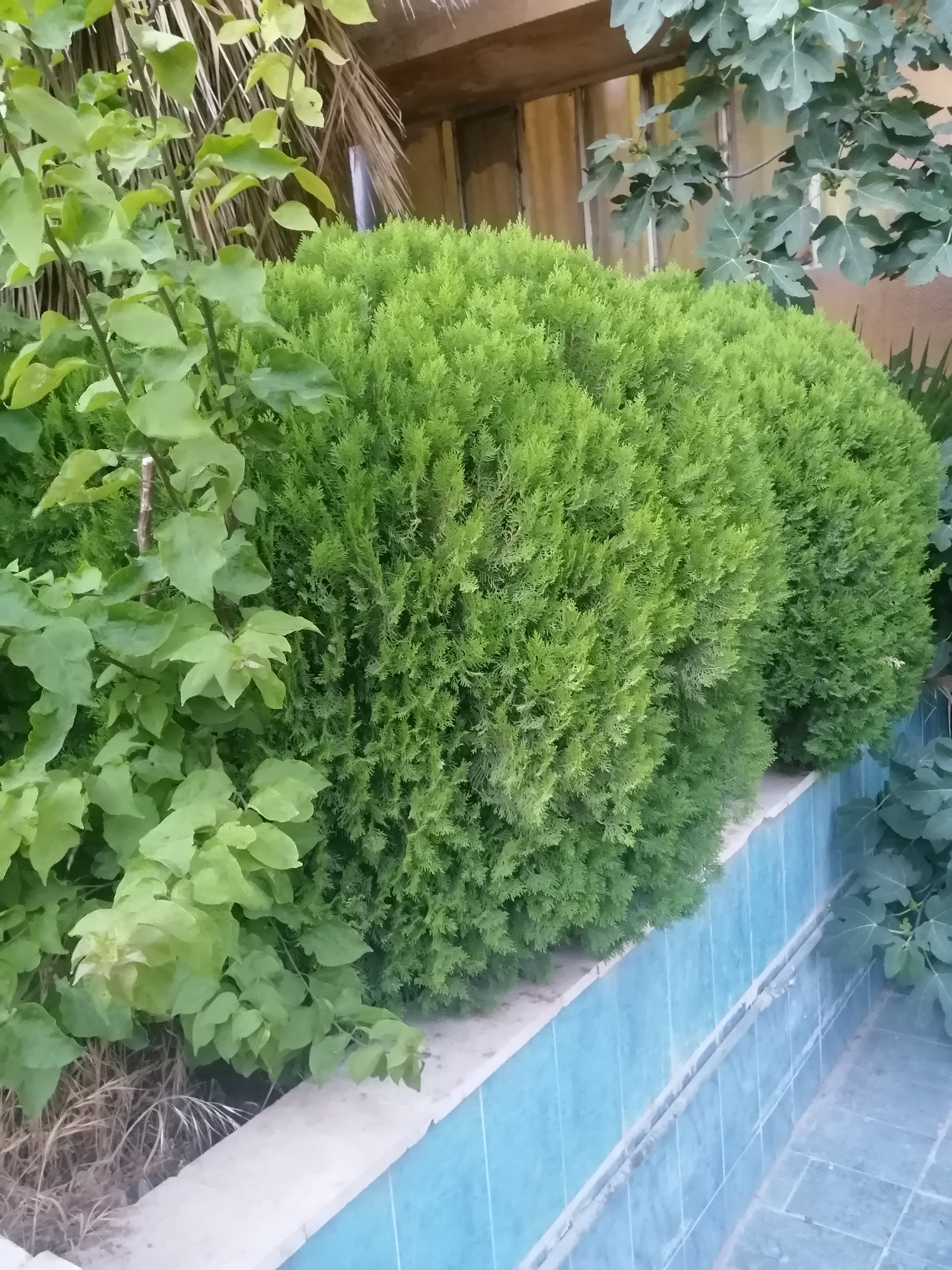
نبات زينة في حديقة منزلية
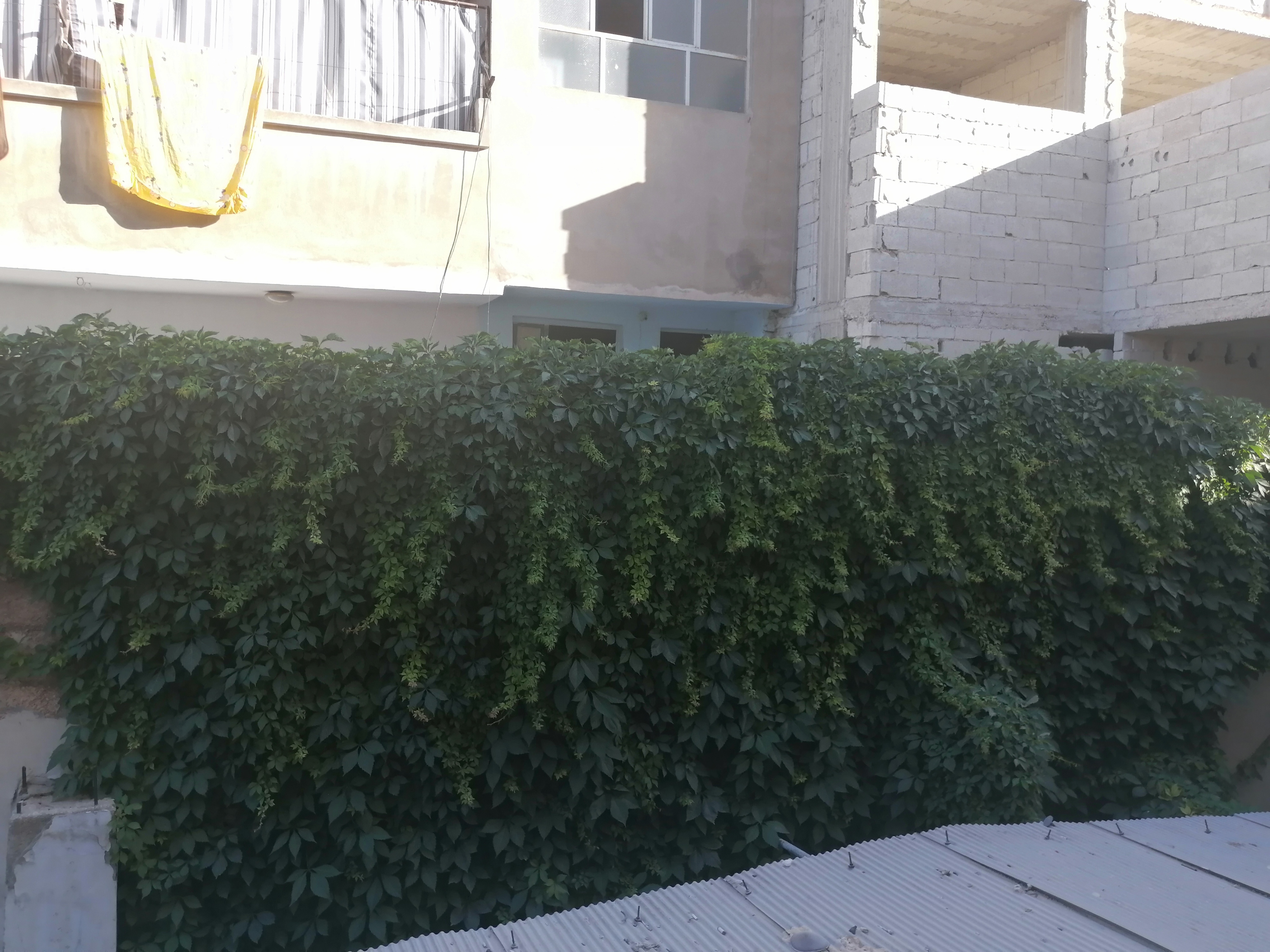
نبات زينة ضمن حديقة منزلية
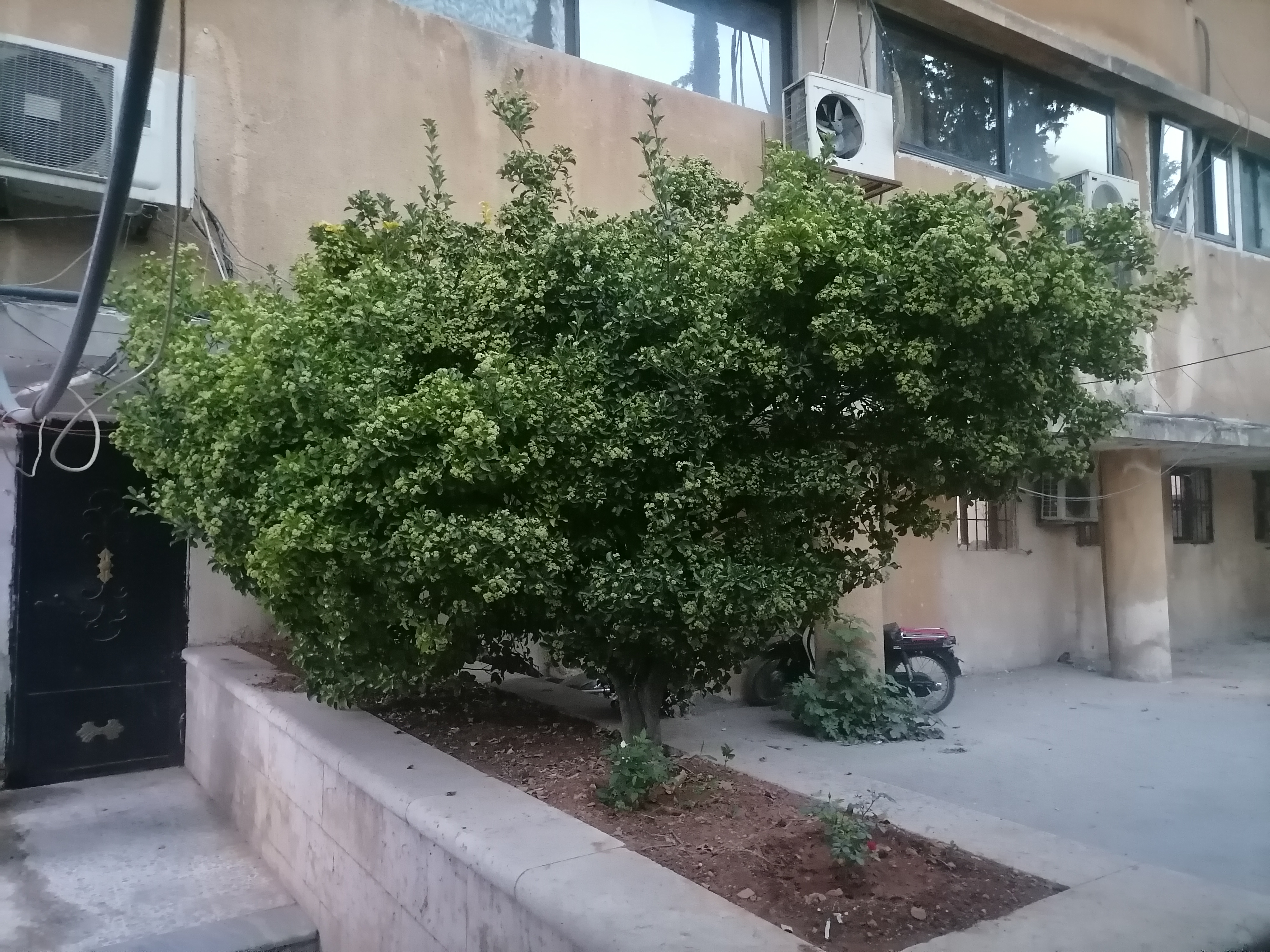
شجرة زينة أمام مبنى سكني

3.الصبارات والبوفوربيات: تتطلب تربة مكونة من الرمل والطمي، ويراعى ضرورة ترك مسافة كافية للرى حتى لايفيض الماء على الأرض.
- خطوات زراعة النبات في الأصيص

1.ضع طبقة من الحصى في قاع الأصيص ثم أضف كمية من خليط. الزراعة وارفع النبات فوق الخليط. مع إضافة قليل من الخليط للاجناب لضبط النبات في المنتصف.
2.اخفض النبات حتى تتلامس كتلة الجذور مع سطح الخليط وأضف الخليط لملء الفراغ حتى سطح الأصيص وأضف برفق على السطح لتثبيت التربية حول النبات وطرد الجيوب الهوائية.
3.تحتاج التربة الثقيلة (الطميية) إلى كمية كبيرة من المياه، يتطلب البيت موس رى معتدل.
- كيفية الزراعة في الدورق الزجاجي

1.وضع طبقة من الرمل والحصى ارتفاعها 5 سم في القاع باستخدام قمع من الورق المقوى، ثم تضاف التربة بعمق 10 سم.
2.عمل حفرة لاستقبال ووضع النباتات باستخدام الشوكة أو الملعقة بعد توصيلها بإبرة التريكو.
3.أنزل النبات بكتلة الطمي حولها باستخدام ابرة التريكو.
4.ثبت التربة حول النبات باستخدام بكرة الخيط المتصلة بإبرة التريكو.
5.توفير الطاقة اللازمة للأزهار لتساعد في صعود العصارة بإضافة ملعقة صغيرة من السكر إلي لتر ماء أو 10 جرام عسل إلى لتر ماء.
6.إزالة الأعضاء الذكرية في الزهرة قبل قيامها بالإخصاب كما في الجلاديولس والكلا لتعمر طويلا.
7.يفضل عدم وضع الماء بعمق كبير حتى لا يسبب تعطن الساق، ويضاف إليه مادة كيماوية حافظة لمنع الفطريات والبكتيريا والخميرة.
- الرى

1.إجراء الري للسلال المعلقة من العمليات الدقيقة والحرجة حيث تتطلب حرصا وعدم غمر النبات حتى لايفيض الماء على أرضية المنزل والأفضل استخدام السلم النقال عند ريها، ويفضل غمر الإناء المصنوع من السلك والفخار.
2.جذور نباتات الظل تحتاج إلي كل من المياه والهواء لذلك يجب أن تكون التربة هشة وبها ندى ولكن غير غارقة بالمياه مع مراعاة أن يكون الرى غما في الصباح الباكر أو بعد الغروب ولا يجب الرى مطلقا أثناء الظهيرة.. بعض النباتات تحتاج إلي تربة جافة بين الريات والبعض يحتاج إلي أن تكون التربة رطبة دائما ولكن جميع النباتات تحتاج إلي فترة راحة خلال فصل الشتاء أي إن يكون الرى على فترات متباعدة.
3.بالنسبة للصبار يجب الاحتفاظ بالتربة تقريبا جافة في الشتاء أما معظم النباتات الورقية فتحتاج إلي تربة من جافة إلي رطبة فيجب الرى باستمرار من الربيع إلي الخريف أما في الشتاء فتترك التربة إلي أن تجف قبل الرى، إذن جفاف سطح التربة مهم جدا بين أكتوبر ومارس وتعتبر فترة راحة بالنسبة لنمو النبات.
4.أما معظم النباتات الزهرية فتحتاج إلي تربة رطبة طوال الوقت ولكن تكون غير مبللة لأن كثرة المياه تصيب الجذور بالعفن.
- ري النباتات أثناء الإجازة

يعاني هواة تربية النباتات المنزلية من مشكلة رعاية النباتات في المنزل أثناء الإجازات، وإليك والأفكار التالية التي قد تجد فيها حلاً لري النباتات ذاتيا أثناء غيابك عن المنزل لأكثر من أسبوعين.
1. عند السفر يمكنك ري نباتات بوضعها على قطعة من القماش الذي يحتوى على الكثير من القنوات الشعرية، فيمكنها الاحتفاظ بالماء وتبخره مما يفيد النباتات الموضوعة في أصص بلاستيكية وليس في أصص فخارية، حيث يوضع جزء من القماش فوق صفاية الحوض والنصف الآخر في الحوض المملوء بالماء، حيث ينتقل الماء بالخاصة الشعرية لأعلى وأسفل الأصص وحتى التربة داخل الأصص.
2.استخدام بعض أشرطة القماش أو الفتيل بعد نقعها في الماء قبل الاستخدام، حيث يتم وضع أحد طرفيها داخل دورق ماء والطرف الآخر يلامس سطح تربة الأصص.
3.وضع بعض الجرائد أو المجلات القديمة المبللة بالماء في قاعدة البانيو، أو توضع بعض المكعبات الخشبية أو الطوب المسامي، ثم يملأ البانيو بالماء حتى منتصف المكعبات أو قواعد الأصص التي ترص في البانيو، وترص الأصص فوقها، فيتسرب الماء بالخاصة الشعرية إلى تربة الأصص.
4.يمكن استخدام أكياس من البلاستيك التي لا تمنع الضوء لتغطية النبات كاملا وربطه من أعلى بحيث لا يلامس أجزاء النبات، وبذلك يتم تزويد النبات برطوبة مستمرة.

## متطلبات النبات من ضوء، حرارة، رطوبة، تسميد
توجد بعض العوامل الرئيسية والتي يجب الإلمام بها قبل تربية نباتات الزينة داخل المنزل حتى لا تفاجأ أن نباتاتك آخذه الانحناء والضعف غير الطبيعي أو احتراق الأوراق.

### الضوء
تختلف النباتات بشكل واسع بالنسبة لكمية الضوء التي تحتاج إليها رغم أن كل النباتات الداخلية محبة للظل، ولكن الضوء يتحكم في نمو النباتات حتى تتمكن من القيام بالتمثيل الضوئي، وهو ما يماثل بيئة نموها في الطبيعة أسفل الأشجار وفي ظلها.
وتتطلب النباتات في المنزل إدارتها حول نفسها مرة كل يوم حتى تنمو الساق مستقيمة ولا تنحني في اتجاه الضوء الجانبي.
مستوى الإضاءة داخل المنزل
- الضوء المباشر: وهو الوضع الذي يستقبل ضوء الشمس لمعظم الوقت من النهار أو على الأقل جزء من النهار.
- الضوء الساقط: وهي المساحة التي يصلها ضوء الشمس غير المباشر من خلال ستارة خفيفة بدون التعرض لأشعة الشمس.
- الضوء المتوسط أو المشتت: وهي المساحة القريبة من نافذة غير مشمسة، أو المساحة التي تبعد عن الشباك المشمس بمسافة من 1.5 - 2 متر، وهي تصلح للنباتات التي يصلها الضوء متخللا الأشجار.
- الضوء الخافت (الفقير): وهي المساحة التي تبعد بحوالي 2 متر عن الضوء، ولا تنمو النباتات فيها بقوه أو للنباتات التي تتطلب القليل من الضوء غير المباشر.
- الضوء الصناعي: ويمكن التغلب على قلة الضوء الطبيعي باستخدام الإضاءة الصناعية باستعمال المصابيح الفلوروسنت، وفي هذه الحالة يجب الا تقل المسافة عن 30 سم بين النبات والمصباح.

نباتات ننصحك بتربيتها إذا كانت الإضاءة لديك خافتة
ويمكن زراعتها بعيدا عن النوافذ وفي الاركان - (تحتاج لرطوبة عالية - أقل من 100 شمعة / قدم2).
1.نباتات ظل ورقية: انجلونيميا - لاتانيا - قشطة هندى - اسيدسترا - بيبروميا - بندانس - دراسينا - بوتس - ديفنباخيا - كوميدوريا.
2.نباتات ظل مزهرة: لا يوجد
نباتات ظل تتحمل شدة الإضاءة
يمكن زراعتها بجانب النوافذ بعيدا عن اشعة الشمس (100 - 500 شمعة)
1.نباتات ظل ورقية : انتوريوم - اروكايا - وجير - اسبر جس - بندان - فزيتونيا - بيجونياركس - بيروميا - نخيل فونكس - دراسينا - فيكس ديكورا - فيكس بنجامينا - جلد النمر.
2.نباتات ظل مزهرة : انتوريم - بيجونيا - ليلم - كاميليا - بنفسج - برميولا - حلق الست - اراولا - كلانشو.
نباتات تحتاج إلى إضاءة عالية أكثر من 500 شمعة 
1.نباتات ظل ورقية : كلفا - اجاف - كوليس - الوى - فيكس - هيدرا - كروتن.
2.نباتات ظل مزهرة : جارونيا - ورد - عصفور الجنة - هبسكس - ست الحسن - بيتونيا - كلا.

### الحرارة
1. تؤثر درجة الحرارة على نمو النبات ونباتات الظل تحتاج لجو دافئ، ويمكن لمعظمها التكيف بشكل طيب مع الجو المحيط بها.
2.تعتبر درجة حرارة 16 - 18 ْ أنسب درجة حرارة لنباتات المنطقة الاستوائية، ومتوسط درجة الحرارة داخل المنازل حوالى 20ْم، وهي درجة عالية عن الدرجة المثلى، لذلك يجب خفضها أو تخفيضها عن طريق زيادة نسبة الرطوبة في الجو بتبخير الماء من الأسطح ورش النباتات برذاذ الماء عدة مرات يوميا.
3.هناك بعض النباتات التي تتطلب درجات حرارة أقل من 10 - 13 ْم
مثل : الهدرا - اليروميا - السيكلام.
1.وهناك نباتات تتطلب درجات حرارة أعلى - 22 - 30 ْم.
مثل : المارانتا - الكالشيا - الجينورا.

### الرطوبة
أغلب النباتات الورقية تنمو في رطوبة جوية تتراوح بين 80-90% وهذه النسبة تعتبر غير متوفرة في المنازل مما يستدعى توفير هذه النسبة من الرطوبة في الجو المحيط بالنباتات في المنازل بعدة طرق، منها.
كيفية زيادة الرطوبة الجوية حول النبات
1. يملأ وعاء كبير بالبيت موس المبلول ثم تغمر فيه القصارى مع الاحتفاظ بالبيت موس مبلولا بصفة مستديمة حتى يغنى عن الرى اليومي للنباتات، رفع البيت موس من الوعاء كل 3-4 شهور وتعريضه للشمس ليجف ثم يعاد استعماله.
2.يجب وضع كل مجموعة متشابهة مع بعضها بقدر الإمكان وتقريبها من بعضها تعطى كثافة عالية.
3.رش أوراق النبات بالماء برذاذ خفيف من الماء بحيث يغطى جميع جوانب الأوراق.
4.وضع الأصص في طبق متسع مملوء بالزلط الرفيع أو حصى الجرافيت وتروى بالماء حتى يظل مغطى بالماء ليحتفظ برطوبته

### التسميد
توجد بعض العناصر الأساسية التي يحتاج إليها النبات لكي ينمو وهذه العناصر يستمدها النبات من التربة التي ينمو بها ولكن مع مرور الوقت تتناقص هذه العناصر لذلك يجب على مربي نباتات الزينة توفيرها للمحافظة على نمو النبات، ويحتاج النبات بصفة أساسية إلى عنصري الأزوت والبوتاسيوم، فالأزوت هو المسئول عن نمو الأوراق وإكسابها اللون الأخضر النضر ونقصه يؤدى إلى قصر شديد للنبات واصفرار للأوراق ويتم إضافته في صور نترات نشادر أو سلفات نشادر، والبوتاسيوم له دور حيوي في أداء الوظائف الحيوية وتكوين المادة الخضراء وامتصاص النيتروجين.
وتتطلب النباتات الورقية نسبة عالية من الأزوت، بينما تتطلب النباتات المزهرة نسبة عالية من الفوسفور قبل وبعد التزهير، وتحتاج النباتات ذات الأوراق الملونة إلى عنصر الحديد للمساعدة على تركيز ووضوح اللون، ويجب مراعاة أن التسميد الزائد يؤدى إلى حرق الجذور وموت النبات، ولذلك يجب أن يتم التسميد خلال فترات معينة وبكميات معينة حسب نوع النبات.
تعليمات هامة في تغذية وتسميد النباتات المنزلية
1.قد لا تحتاج النباتات المزروعة في تربة جيدة إلى إضافة السماد إليها قبل مرور 4 أشهر.
2.النباتات النامية يمكن تسميدها كل شهر إلى 3 أشهر بسماد كامل مركب من النيتروجين والفوسفور والبوتاسيوم بنسبة 2 : 1 : 1 أو 3 : 1: 1، حيث يكفى إذابة ملعقة واحدة من السماد في كوب ماء، ويضاف للتربة مع ضرورة ريها قبل إضافة السماد حتى لا تتلف الجذور.
3.النباتات الورقية تتطلب نسبة عالية من الأزوت.
4.النباتات المزهرة تتطلب نسبة عالية من الفوسفور قبل وبعد التزهير.
5.النباتات ذات الأوراق الملونة تحتاج إلى عنصر الحديد للمساعدة على تركيز ووضوح اللون.
6.الإضافة تتم مع موسم النمو، ويوقف التسميد خلال فترة الراحة.
7.يفضل استعمال أكثر من نوع من الأسمدة بالتبادل.
8.عند إضافة زرق الحمام كسماد يضاف على هيئة محلول مخفف.
9.يجب عدم الإسراع في التسميد قبل التأكد من سبب الأعراض، حيث يشترك في تحول الأوراق إلى اللون الأصفر نقص الماء أو الضوء وكذلك نقص النيتروجين..
10.التسميد الزائد يؤدى إلى حرق الجذور وموت النبات، ولذلك يجب سرعة علاج هذا التركيز عن طريق الرى المتكرر.

## السلال المعلقة
- النباتات المناسبة للزراعة في السلال

تستخدم في زراعة النباتات ذات السيقان المتهدلة أو المتدلية والتي تتحمل الظروف غير المناسبة في الارتفاع كارتفاع الحرارة والتلوث وعدم انتظام الرعاية كما في النباتات التي في مستوى التعامل المباشر، ويستخدم في زراعتها تربة خفيفة الوزن مثل البيت موس والتي تحتفظ بالرطوبة لفترة أطول، وقد يضاف للبيت موس رمل و (طمي) حسب نوع الزراعة.
- الأواني المستخدمة

1.تستخدم العديد من الأواني الجاهزة للتعليق مباشرة، حيث تصنع من البلاستيك ويثبت بها علاقات من نفس الخامة مع وجود طبق متصل بالآنية البلاستيكية يستقبل الماء المتسرب بعد الرى.
2.توجد أواني مصنوعة من الخيزران، وهذه يسهل تعليقها باستخدام السلاسل أو الحبال، أو داخل المكرميات أو توضع صواني معلقة بعلاقات سلك وتوضع الأصص الفخارية أو البلاستيك أو السيراميك على الصواني، ويمكن استخدام المكرميات لوضع أي أوان بداخلها.
- الزراعة في السلال مباشرة

استخدام سلال مجدولة كأوعية للزراعة بنظام التعليق يحقق لك تنسيقا جميلا وفريدا، ولكن استخدامها مباشرة في الزراعة لا يصلح، حيث إن لها القدرة على سحب المياه بحيث ترشح فورا منها كالغربال، ويمكن التغلب على ذلك بتبطين السلة بالبلاستيك أو رقائق الألومنيوم أو استخدام بعض مواد التغطية، مثل ورق الجرائد ثم استخدام بعض المواد والمحاليل غير المنفذة للمياه والتي يمكنها عمل طبقة عازلة للمياه.
فتغطى السلة من الداخل بشرائط من الجرائد، وتدهن هذه الشرائط بمادة بوليستر والطبقة النهائية للتبطين تكون عازلة للماء تماما، ويمكن دهان الطبقة النهائية باستخدام الكلة الألماني، أو يمكن استخدام طبقات من ورق الجرائد بدهان قاعدة السلة : أولا بالغراء السائل، ثم إفراد طبقة من الشرائط وادهن فوقها طبقة من الغراء وهكذا، وضع طبقة التغطية النهائية من المادة السليلوزية أو البلاستيك للتغطية النهائية، ومن المهم الانتظار حتى تتصلب هذه الطبقة النهائية تماما قبل إضافة الماء، ولاستخدام السلال بعد غير منفذة للمياه فاتبع قواعد الزراعة في الأواني غير المسيرية للمياه.
وتذكر دائما أن هناك احتياجات أساسية لنجاح نمو نباتات الظل يجب معرفتها وتذكرها فالتربة الجيدة والإناء المناسب والرى السليم والضوء الكافي والهواء النقي ودرجة الحرارة ونسبة الرطوبة كلها عوامل هامة يجب مراعاتها على أن يعامل كل نبات حسب متطلباته، كما يجب التذكر دائما إن هناك فترة راحة للنبات تكون في الشتاء حيث لا يحتاج النبات الا لقليل من المياه والسماد وهناك فترة يجب زيادة العناية بالنبات فيها وهي فصل النمو أي في الربيع والصيف والخريف فيجب يوميا أن تجس التربة ويجب مراقبة الأوراق لملاحظة المريض فيها ومعالجته فشكل الأوراق يدل على ما إذا كان النبات في حالة صحية جيدة أو أن به شوائب قد يكون السبب عدم الرى الكافى أو زيادة في الرى أو الضوء غير مناسب أو رطوبة غير كافية.

## أنواع النباتات المنزلية
بعض أنواع النباتات الشهيرة التي يمكنك رعايتها في منزلك، ونقوم بتصنيفها إليك حتى يتسنى لك اختيار النباتات المناسبة لك.
النباتات ذات الأوراق الملونة
- كالثيا
- كروتن
- كوليس
- ديفنباخيا
- فيتونيا
- هيبوستس
- مارينتا

نباتات سهلة الرعاية
- بيجونيا
- بروميليديا
- كوكتس
- النباتات العصارية
- بيلارحونيم
- فيلودندرون
- سباثيفيلوم

نباتات تتطلب إضاءة خافتة
- اجلونيما
- اسبدسترا
- كلوروفيتوم
- ديفنباخيا
- دراسينا
- سرخسيات
- فيكس
- نخيل
- بيبروميا

النباتات المزهرة داخليا
- بيجونيا
- بروميلوديا
- كليفيا
- أراولا
- امبيشنتش
- البنفسج الإفريقى
- سباثيفوليوم

النباتات الفردية الممكن تنسيقها في الحجرات 
- أناناس
- الصبار (كوكتس)
- اراليا
- سرخسيات
- قشطة
- النخيل
- بندانس
- النباتات العصارية

النباتات المتدلية - نباتات الأسبتة المعلقة 
- كسبرة البئر (سرخسيات)
- اسبلنيم
- بيجونيا
- كايثيا
- كلوروفيتوم
- كوليس
- فوجير (سرخس)
- مرنتا
- هيدرا
- ببروميا
- بوتس
- بلارجونيوم
- فيلودندرون
- بنفسج
- ساكسفراجا
- صبار سيديم
- زبرينيا

النباتات المتسلقة والمدعمة
- هويا
- هيدرا
- فيلودندرون
- يوتس
- قشطة

النباتات والأشجار ذات الحجم الكبير
- دراسينا
- فيكس
- قشطة
- يوكا
- نخيل
- شيفليرا
- فيلودندرون
- اروكاريا

النباتات المائية
- هيدرا
- يوتس
- بطاطا
- دراسينا
- دراسينا
- كوليس
- اجلونيما
- فيلودندرون
- كروتن
- أبصال

## إرشادات عامة في رعاية النباتات
1.توضع النباتات في الأماكن القريبة من الضوء الطبيعي بقدر الإمكان مع لفها أسبوعيا في اتجاه الضوء، وفي حالة قلة الضوء تستخدم الإضاءة الصناعية.
2.سقي النبات بالماء بعد الرية الأولى بـ 24 ساعة.
3.يمكن تغذية أوراق النبات بالمرور عليها بقطعة قطنية مغموسة بالماء واللبن.
4.لقياس حاجة النبات إلى الري، استخدم القلم الرصاص بوضعه داخل التربة على مسافة 3 سم، فإذا خرج وبه بعض حبيبات التربة فلا تروى إلا عند جفافها.
5.إجراء خربشة لسطح التربة باستخدام شوكة طعام بين الريات، وإزالة حوالي 3 سم من التربة كل فترة ووضع تربة جديدة مكانها لتفكيك التربة وتهويتها.
6.يجب عدم ري النبات بماء بارد ويفضل أن تكون درجة حرارته عادية.
7.يمكن سقي النبات بالماء الناتج من عملية سلق البيض.
8.تنظيف أوراق النبات من الأتربة وبيض الحشرات باستخدام قطنة مبللة بماء دافئ، خاصة السطح السفلي للأوراق كل أسبوع حتى لا تسد المسام والثغور.
9.عند توقف النمو يتم إجراء عملية التدوير ينقل النبات لأصيص أكبر يملا بمخلوط (ثلث بيتموس المضغوط) في الربيع.
10.يمكن أن يسقى النبات بالمياه الغازية بعد أن تنتهي منها الفقاعات وخاصة السفن أب لأنه يعطي حيوية.
11.عند تسميد النباتات يجب الحذر عند استعمال السماد لأول مرة، ويجب تجربته على نبات واحد، ولا يسمد النبات قبل مرور ثلاثة أشهر على غرسه أو على انتقاله لمنزلك حتى يتكيف مع البيئة المحيطة به، ورى النباتات قبل التسميد.
12.يفضل استخدام دعامة في حالة علو النباتات حتى لا تنكسر.
13.اصفرار الأوراق من اسفل ظاهرة غير صحية، خاصة إذا انتشر إلى أعلى فقد يكون أحد الأسباب الآتية:-
- تعرض النباتات لحرارة منخفضة أو تيار هواء بارد.
- زيادة مياه الري.
- اصفرار الأوراق وعدم سقوطها دليل على قلوية التربة أو حمضيتها.
- اصفرار الأوراق وصغر حجمها لنقص عنصر الازوت.
- اصفرار الأوراق بين عروق الورقة لنقص عنصر الماغنسيوم.
- ظهور بقع من الحروق البنية اللون على الأوراق، نتيجة لصقيع أو الحرارة المرتفعة، أو الضوء، أو نقص البوتاسيوم، أو الإصابة بالفطريات، أو الرش بمبيد حشري قوى.
- يراعى عدم تذبذب درجة الحرارة حول النباتات وإبعاد أي ملوثات، لتعيش النباتات في هدوء، وإعطائها الرعاية والحنان لتزداد بهجة وجمالا..

## أمراض وآفات النباتات المنزلية
تصاب النباتات المنزلية بعدد من الأمراض والآفات التي تؤثر على نمو النباتات، ومن المهم علاجها بمجرد اكتشافها مع مراعاة تنفيذ الآتي:
قبل أن تصاب نباتاتك بالأمراض أو الآفات أو قبل الشراء 
1.افحص النباتات قبل الشراء أو أثناء التدوير أو الزراعة بحيث تكتشف أي إصابات أو آثار لإصابات حشرية أو مرضية.
2.اعزل النباتات الجديدة بعيدا عن باقي النباتات لمدة أسبوعين لملاحظة أي إصابات أو أمراض عليها بحيث لا تنقل لغيرها.
3.استخدام دائما أصصا نظيفة، ويفضل تعقيمها مع اختيار التربة من مصدر موثوق، بحيث لا تحمل أي أمراض أو آفات.
4.دائما تخلص من الحشائش التي تنمو في الأصص أو الأزهار الذابلة المتساقطة.
5.عند وجود أي إصابات مرضية على النبات فالأفضل هو التخلص من الأجزاء المرضية حتى لا تعدى غيرها.
عند إصابة النباتات بالأمراض أو الآفات التي تهاجمها يجب سرعة القضاء عليها بعدة طرق، منها : 
1.النقاوة اليدوية وهو أسلوب عملي ومأمون للتخلص من الآفات.
2.نظافة النباتات وغيله بالماء مع استعمال فوطة مبللة بالماء والصابون للتخلص من أطوار الحشرات والجراثيم المختلفة، كما أن ذلك يعمل على تنظيف الأوراق فيساعد على عملية الامتصاص وتبادل الغازات وإكساب النبات قدرة على المقاومة، والأسلوب الأمثل لذلك هو مسك الورقة بيدك وباستخدام قطعة اسفنج مبللة بالماء تمرر على الورقة لإزالة الأتربة وغيرها من الآفات الدقيقة، وفي حالة الأوراق المشعرة تستخدم الفرشاة الناعمة.
3.غسيل الأوراق بالماء أو المنظفات باستخدام رشاش.
4.يعزل النبات المصاب عن باقي النباتات، وعند إجراء الرش بالمبيدات فيجب أن يكون خارج المنزل وفي مكان مظلل بعيدا عن أشعة الشمس المباشرة.
5.وترش النباتات من جميع الجهات ومن اسفل إلى إلى أعلى للقضاء على الحشرات التي تسكن السطح السفلي للأوراق وتشبع أوراق النبات كلها تماما بالمبيد عن طريق الرش.
أشهر الأمراض التي تصيب النباتات
- عفن الجذور أو التاج

السبب: زيادة الرى، أو عدم وجود صرف أو انسداده.
الأعراض : عفن على التاج، أو الساق يتحول إلى اللون البني ويصبح لينا.
العلاج : قلل الرى - غير الأصيص، وقم بالتهوية أو تحسين الصرف.
- الذبول (انهيار البادرات الصغيرة)

السبب : مرض فطرى يصيب البادرات فيسبب عفنا في الساق قرب سطح التربة.
العلاج : تخلص من النبات واستعمل تربة معقمة، ونظف الأصيص بقطعة نظيفة ومطهرة، أو ترش بمبيدات فطرية.
- لفحة الأوراق - تبقع الأوراق

الأعراض : تكون بقع لونها أصفر أو أحمر أو بنى على سطح الأوراق، وبعض البقع تسقط بعد جفافها.
العلاج : تخلص من الأجزاء المصابة، ورش النبات بالمبيد الفطري المناسب.
- البياض الدقيقى

وتظهر الإصابة عند زيادة الرطوبة وعدم وجود هواء متجدد في المكان، حيث يكون ما يشبه الدقيق الطرى على الأوراق والبراعم الزهرية.
العلاج : انقل النبات لمكان جيد التهوية، وأنزل الأجزاء المصابة، وامسح النبات بقطنة مبللة بكحول أو الرش بالملاثيون.
- النمل

ومنها النمل الأحمر والأسود، حيث يؤدى إلى ثقب السوق والجذور وتعيش بداخلها، والمشكلة ليست في الإصابة ولكنه يجذب بعض الأنواع من الحشرات الأخطر، مثل التربس أو البق الدقيقى.
العلاج : استخدام الرش بالملاثيون.
- المن

وهي حشرة ماصة لعصارة النبات، وتوجد في مجموعات على الأوراق والبراعم الزهرية، حيث تؤدى إلى تشوه الأوراق وذبولها.
العلاج : اغسل النبات بماء رغوي (لا تستخدم مطهراً).
- البق الدقيقى

وهي حشرة مستديرة بيضاء تكون نسيجا عنكبوتيا. يشبه الزغب، ويوجد في تجميعات عنقودية على عنق الورقة أو قاعدة العنق تمتص العصارة النباتية وتوقف النمو الطبيعي للنبات، وقد يؤدى إلى موت النبات.
العلاج : غسيل الأوراق بقطنة مبللة بكحول أو الرش بالملاثيون
- الحشرة القشرية

دوائر بنية فاتحة شمعية صغيرة بظهر الأوراق. تمتص عصارة النبات وتترك بقايا لزجة.
العلاج: الغسيل بمحلول صابوني، وتمسح بفوطة مبللة بالماء والصابون أو الرش بالملاثيون.
- القواقع والبزاق

وتعمل ممرات لامعة على الأوراق والأصص، وتعمل على أكل الأوراق ليلا.
العلاج : النقاوة اليدوية للحشرات والتخلص منها.
- العنكبوت الأحمر

ويسبب نسيجا عنكبوتيا على أوراق مثقبة، ويظهر في مجموعات ليصيب الأجزاء الخضراء والأوراق فتظهر منقطة باللون الأصفر أو البنى المحمر (الصدأ).
العلاج : عزل النبات ويغسل بالماء الرغوي (بدون مطهر) أو استعمال مبيدات مثل الثيديفول أو كوميت.
- التربس

الأعراض : عبارة عن نقط برازية أو بقع كبيرة بنية أو سوداء، حيث يتغذى على البراعم الزهرية من الداخل ونادراً ما تتفتح الزهور المصابة، ويؤدى أيضا إلى برم حواف الأوراق وتغير اللون للأجزاء الخضراء والأفرخ الجديدة - غالبا تطير عند الإزعاج.
العلاج :الرش بالماء والصابون مع النقاوة اليدوية لليرقات، ومراعاة عدم سقوط محلول الصابون بالتربة (يوضع بلاستيك حول ساق النبات).
- الذبابة البيضاء

وهي حشرة صغيرة بيضاء تحت الأوراق وتشبه في تجمعها رماد السيجارة وتعمل على امتصاص العصارة، وتؤدى إلى جفاف النبات حيث تتحول إلى اللون الأصفر.
العلاج : الغسيل بالماء والصابون أو رش النبات بالملاثيون.

## نباتات نرشحها لك كي تبدأ هوايتك
إذا كنت ترغب في اقتناء بعض نباتات المنزل لإنشاء أول حديقة داخل منزلك، وليس لديك الخبرة لرعايتها، فيمكنك البداية مع مجموعة من النباتات التالية والتي تحقق لك أول خبرة مكتسبة حقيقية.
- بيجونيا
- بيلانجونيم
- بروميليديا
- فيلودندرون
- كوكتس (صبار)
- سباثيفيليوم
- النباتات العصارية

أحواض نباتات الزينة 
تضفي أحواض نباتات الزينة المتعة والجمال داخل المنزل، وانتشرت هذه الأحواض في الأسواق وأصبحت تباع بأشكال عديدة، فلحوض عبارة عن صندوق مصنوع من البلاستيك أو الخشب أو المعدن، ومن أهم الاشتراطات التي ينبغي مراعاتها عند شراء الحوض ما يلي :
- عدم تسريب المياه من جسم الحوض.
- وجود طبقة صرف وذلك لامتصاص الماء الزائد في التربة.وتكون عبارة عن حصى خفيف بالإضافة إلى ماسورة يصعد فيها الماء الفائض.
- وجود غشاء يسمح بمرور الماء الزائد ولا يسنح بمرور حبيبات التربة.
- شراء تربة مناسبة للأحواض الداخلية ويتوفر في السوق تربة البوتينج سويل، وهي خلطة من البيتموس والرمل والبيرلايت.

بعض الملاحظات حول صيانة الأحواض
- توفير مياه الري بالقدر المطلوب يوميا.
- الملاحظة الدائمة لأوراق النباتات.
- تقليب التربة وإضافة المحسنات كلما أمكن.
- الإضاءة والتهوية الجيدة والمناسبة.
- اختيار التنسيق والمكان المناسب لوضع الحوض حسب حجمه وحجم المكان ونوع الزهور حتى لا يضيع الغرض الجمالي المطلوب منه.

## تنسيق النباتات داخل المنزل
لا بد من وجود أزهار حديثة القطف والأواني اللازمة للتنسيق للحصول على نتيجة جيدة
و حتى يمكنك إضافة لمسة من الجمال داخل منزلك باستخدام نباتات الزينة في التنسيق الداخلي، وتحصل على تأثير نفسي وراحة للأعصاب والاعتماد في هذه الحالة يكون على جمال أوراق النباتات وأشكالها وألوانها المختلفة والمتبادلة مع قطع الأثاث.
وكقاعدة عامة يجب أن يوضع في الاعتبار الآتي: استخدام النباتات ذات الأوراق الكبيرة الحجم في المساحات المتسعة داخل المنزل وهذه النباتات، مثل:
القشدة - الالوكاسيا - الانتوريم - الفيكس ديكورا - نخيل الزينة
أو نمو محدود وأوراق صغيرة مثل : - الفوجير - البلايسيرام.
التنسيق في مدخل المنزل والصالة
- غالبا ما تتصف هذه الأماكن - بالبرودة - والإضاءة القليلة.
- تستخدم النباتات التي تفضل الحرارة المنخفضة وذات النمو الكامل مثل : السفندر، نخيل الزينة، الاسبدسترا.
- اختيار نباتات في أوعية مستقلة على الاجناب من المتسلقات والمدادة مثل الهدرا، وخاصة أمام المرايا.
- يمكن إضافة نباتات أصص مزهرة لتوفر الإضاءة، ولذلك تظل مزهرة لفترة أطول خاصة وأن الحرارة تكون منخفضة عن باقى الحجرات
- بنت القنصل - البريمبولا - السنانير - البيجونيا - البنفسج الافريقى - الهدرانحيا - الكيفيا - الكريزانثيم.

حجرة الاستقبال 
وهذه يفضل لها نباتات ذات أوراق كبيرة الحجم، لتعطى إحساس الفخامة مثل : الانتوريم - المنوسيترا - الكلاديوم، أو الفيكس المتهدل.
للاركان - قشطة - ديفنباخيا - اراليا مخنسة، كما يمكن استخدام النباتات السرخسية في الاسبتة المعلقة وعلى ارتفاعات مختلفة.
حجرة المكتب
عادة ما يستخدم في المكاتب قليل من النباتات المتوسطة الحجم أو مجموعة توضع في مكان محدد، مثل منضدة خلف المكتب بالإضافة لتوزيع بعض النباتات على أرفف المكتبة.. اجلونيما - مارنتا - زيرينا - فللودندرن - صبار جلد النمر - دراد سكانتا - الكيفيا.
حجرة النوم
لا يفضل وضع النباتات داخل الحجرة، ولكن يمكن وضعها في الشرفة عن طريق حدائق النوافذ، وهي عبارة عن صناديق بلاستيك مستطيلة أو خشبية على حوامل حديد أو أحواض نائية، وتوضع الأصص المنزرعة بالنباتات الورقية أو المزهرة التي تتحمل الأجواء الطبيعية خارج المنزل وتجهز هذه الصناديق بصرف خاص.
- النباتات التي تصلح

- الاسبرجس الناعم والخشن
- بسلة الزهور المتقزمة
- اسبدسترا
- الجيرانيوم
- البيجونيا
- الاكاليفيا
- السفندر
- بيوتنيا
- الجربيرا
- الشيح
حجرة الطعام
ويستخدم في تنسيقها نباتات ذات نمو قائم وحجم كبير ووضعها في الأركان، مثل الفيكس ديكورا، والفيكس المتهدل، والبوتس العريض، ويضاف إليها النباتات المتوسط الحجم، الشفليرا، والدراسينا، والبندانس، فيلودندرن.
الحمام
ويستخدم فيه النباتات السرخيسة في الاسبتة المعلقة، وكذلك البوتس لتحملها للرطوبة، والفوجير، زيرينا، بيروميا والبنفسج الافريقى.
المطبخ
وتوضع النباتات على الارفف وفوق الدواليب المنخفضة ويستخدم في ذلك نباتات، مثل الاسبرجس - البنفسج - الزعتر - الريحان - النعناع.

## تنسيق الزهور
ان تنسيق الزهور فن رائع سهل التعلم والتطبيق إلي حد كبير. هذه هي 6 أشكال مختلفة لتنسيق الزهور وتعد الأسهل في البداية علي المبتدئين.
- شكل القوس
- شكل الدائرة
- شكل المنحني
- شكل الزاوية القائمة
- شكل حرف الـــ S
- شكل المثلث

## قواعد تنسيق الزهور
إن الذي يتحكم بشكل التصميم هو حجم الوعاء وشكله إذن فالوعاء هو الذي يحدد لنا طريقة التنسيق.
وهذه هي بعض القواعد لفنّ تنسيق الزّهور الجيّد
- إذا كان تنسيقك ذات حجم كبير اختر أو اعمل وعاءً كبيرًا بالقدر الكافي لاستيعاب ترتيبك.
- تخيّل حدًّا غير مرئيّ للشّكل واخترت أين سيكون الجانب واجهة ترتيبك.
- اختر زهورك العريضة والطّويلة ورتّبهم في وعائك أوّلاً، من خلال حدّ شكلك المختار.
- املأ حول القاعدة والجزء السّفليّ من التّرتيب بزهور كبيرة أكثر.
- الإثارة والزّهور الصّغيرة للمستخدم الخارجيّ أو الحشو لتملأ التّرتيب.
- استخدم أصغر زهور، الورق والحشو لإخفاء السّيقان، والقاعدة الإسفنجية وحافّة الوعاء.
- يجب أن يكون ارتفاع تنسيق الزهور ضعف ارتفاع الوعاء مرتين.

أفكار مبتكرة للتنسيق
- يمكن استخدام الإبريق بعد دهانه كحوض للزرع.
- استخدام الشنطة كحوض للزرع

## تجفيف الزهور
تجفيف الزهور باستخدام الهواء 
يعتبر تجفيف الزهور باستخدام الهواء الجاف من أسهل الطرق وأكثرها انتشارا. يمكن تجفيف مجموعة كبيرة من الزهور وأوراق النباتات بهذه الطريقة. من عيوب هذه الطريقة فقدان الزهور لحجمها الطبيعي وتغيير لونها إلى الداكن. المكان المثالي لتجفيف الزهور يجب أن يكون باردا وجافا وبه تهوية جيدة ومظلم مع أن هذا لا يمنع تجفيف الزهور بظروف أقل من ذلك ولكن للحصول على نتائج جيدة يفضل توفير كافة الظروف.
يفضل أن يتم تجفيف الزهور وهي على وشك أن تتفتح. يتم تجفيف الزهور بثلاث طرق:
- التجفيف بتعليق الزهور

تعليق الزهور لتجفيفها هي أكثر الطرق انتشارا. يجب إزالة الأوراق السفلى من ساق الزهرة ومسح الساق لإزالة الماء الزائد وبعدها نربط مجموعة من الزهور مع بعضها بواسطة خيط أو مطاط عادي ونشكل حزمة منها بحيث تكون الزهور متباعدة عن بعضها وتكون السيقان متقاربة. بعدها يتم تعليق الزهور على سلك أو حبل بالمقلوب أي الزهور تكون على أسفل والساق للأعلى وذلك في غرفة تتوفر فيها الظروف المذكورة أعلاه
- التجفيف داخل وعاء أو فازة

بعض أنواع الزهور كالجبسوفيليا والدلفينيومواللافندر يمكن تجفيفها بوضعها داخل فازة جافة وبدون أي مجهود يذكر سوى توفير الظروف المذكورة سابقا.
- التجفيف السطحي

بعض النباتات والزهور كالبامبو وأوراق الجراس واللافندر يتم تجفيفها بوضعها على سطح أفقي مغطى بورق الجرائد ووضع الزهور فوقها.
تجفيف الزهور بواسطة الجلسرين
تستخدم هذه الطريقة لاستبدال الماء الموجود داخل الزهرة أو النبتة بالجليسرين للمحافظة على تركيبتها لمدة طويلة. مع أن عدد الزهور التي يمكن تجفيفها بهذه الطريقة محدود جدا فمن الأفضل تجفيف أوراق النباتات بهذه الطريقة وذلك لأن الأوراق تبقى مرنة بعد التجفيف مما يعطيها منظرا وكأنها طبيعية. ومن مساوئ هذه الطريقة أنها تغير لون الأوراق من الأخضر إلى البني الداكن أو الكاكي. الزهور التي يمكن تجفيفها بهذه الطريقة هيالهيدرانيا والمولوسيلا، أما الأوراق التي يمكن تجفيفها بهذه الطريقة هي الأسبيد سترا واليوكاليبتوس والماغنوليا
- طريقة تجفيف الزهور بواسطة الجلسرين

يجب إزالة الأوراق من ساق الزهرة تماما وبعدها يتم قطع أسفل الساق بمسافة 5 سم تقريبا. يجب تحضير محلول من الجليسرين بإضافة 40% جليسرين إلى 60% ماء ووضعهما في إناء يشبه شكل الفازة العادية.
بعد تنظيف الزهور توضع في محلول الجليسرين لمدة 6- 10 أيام في مكان بارد ومظلم. يجب إزالة الزهور من المحلول إذا بدأت تظهر حبيبات الجليسرين في الأجزاء العليا.
طريقة تجفيف الأوراق 
يتم تحضير محلول الجليسرين بإضافة 50% جليسرين و 50% ماء في وعاء واسع وتوضع في الأوراق بدون السيقان. تترك لمدة 6 أيام في مكان بارد ومظلم وعندما يصبح لونها داكنا نقوم بغسلها بماء وصابون وتوضع على ورق جرائد لتجف.